# ترشک کوهسری (سرده)
ترشک کوهسری (نام علمی: Oxyria) نام یک سرده از تیره هفت‌بندیان است.